# Kup Srbije 2009-2010
La Kup Srbije u fudbalu 2009-2010 (in cirillico Куп Србије у фудбалу 2009-2010, Coppa di Serbia di calcio 2009-2010), conosciuta anche come Lav kup Srbije 2009-2010 per motivi di sponsorizzazione, fu la 4ª edizione della coppa della Serbia di calcio. Per la quarta volta sotto l'egida della Lav pivo (una birra serba prodotta dalla Carlsberg), che mantenne il montepremi a 250.000 euro, di cui 81.000 per il vincitore.
Il detentore era il Partizan. In questa edizione la coppa fu vinta dalla Stella Rossa (al suo 2º titolo, 23ª coppa nazionale in totale) che sconfisse in finale la Vojvodina.

## Coppe regionali 2009
Le vincitrici delle 5 coppe regionali si qualificano al turno preliminare della coppa principale.

### Vojvodina
```
TURNO PRELIMINARE
 - 06.05.2009
Bačka B.Palanka - Radnički Sombor                  2-0
Radnički Šid - Kikinda                             0-0 (3-4 dcr)
Radnički N.Pazova - Vršac                         [Vršac ritirato]
Spartak BK Debeljača - Big bull Bačinci            2-3
Mladost Turija - Mladost Bački Jarak               0-3
Radnički Zrenjanin - Tekstilac Ites Odžaci         1-1 (4-1 dcr)
Proleter Njegoševo - Senta                         2-1

OTTAVI
 - 12 e 13.05.2009
Sloga Erdevik - Metalac Asko Vidak Futog           6-0
Bačka B.Palanka - Proleter Novi Sad                2-3
Big bull Bačinci - Sloga Temerin                   2-0
Radnički N.Pazova - Sloven Ruma                    2-1
Kikinda - Radnički Zrenjanin                       5-1
Palić - Indeks Novi Sad                            0-1
Proleter Njegoševo - Mladost Bački Jarak           1-2
Slavija Kovačica - Solunac Rastina                 5-0

QUARTI
 - 26 e 27.05.2009
Sloga Erdevik - Kikinda                            2-2 (4-1 dcr)
Mladost Bački Jarak - Radnički N. Pazova           2-1
Big bull Bačinci - Indeks Novi Sad                 3-0
Proleter Novi Sad - Slavija Kovačica               5-0

SEMIFINALI
 - 03.06.2009
Proleter Novi Sad - Big bull Bačinci               3-2
Sloga Erdevik - Mladost Bački Jarak                1-1 (4-2 dcr)

FINALE
 - 09.06.2009
Sloga Erdevik - Proleter Novi Sad                  2-5
```

### Belgrado
```
TERZO TURNO
 - 16.04.2009
Zemun - Teleoptik                                  3-0
Šumadija Jagnjilo - Železničar Belgrado            3-1
Srem Jakovo - Lisović                              2-1
Mladenovac - Slavija Belgrado                      0-1
Radnički N.Beograd - Resnik                        4-2
Turbina Vreoci - BASK Belgrado                     0-4
IMT N.Beograd - Borac Ostružnica                   3-0

QUARTO TURNO
 - 06.05.2009 e 03.06.2009
Borac Čačak - Bane Raška                           2-0
BASK Belgrado - IMT N.Beograd                      1-0
Slavija Belgrado - Radnički N.Beograd              0-0 (3-0 dcr)
Šumadija Jagnjilo - Zemun                          5-1
Srem Jakovo                                        esentato

SEMIFINALI
 - 10.06.2009
Šumadija Jagnjilo - BASK Belgrado                  3-0
Slavija Belgrado - Srem Jakovo                     1-2

FINALE
 - 17.06.2009
Srem Jakovo - Šumadija Jagnjilo                    1-0
```

### Regione Ovest
```
SEMIFINALI
 - 03.06.2009
Sloga Petrovac - Železničar Lajkovac               1-2
Lokomotiva Lapovo - Takovo Gornji Milanovac        vince la Lokomotiva ai rigori

FINALE

Lokomotiva Lapovo - Železničar Lajkovac            vince la Lokomotiva
```

### Regione Est
```
Vince il Radnički Svilajnac
[
3
]
```

### Kosovo
```
Vince il Partizan K.Mitrovica
[
4
]
```

## Formula
La formula è quella dell'eliminazione diretta, in caso si parità al 90º minuto si va direttamente ai tiri di rigore senza disputare i tempi supplementari (eccetto in finale). Gli accoppiamenti sono decisi tramite sorteggio; in ogni turno (eccetto le semifinali, dove il sorteggio è libero) le "teste di serie" non possono essere incrociate fra loro.
La finale si disputa di regola allo Stadio Partizan di Belgrado; se i finalisti sono Partizan e Stella Rossa si effettua un sorteggio per decidere la sede; se i finalisti sono Partizan ed un'altra squadra si gioca allo Stadio Stella Rossa.

### Calendario
| Turno                | Numero di incontri | Squadre | Entrano a questo turno                                                                           | Date                |
| -------------------- | ------------------ | ------- | ------------------------------------------------------------------------------------------------ | ------------------- |
| Turno preliminare    | 3                  | 35 → 32 | ultima classificata della Prva Liga Srbija 2008-2009 5 squadre vincenti delle coppe regionali    | 2 settembre 2009    |
| Sedicesimi di finale | 16                 | 32 → 16 | 16 squadre della Superliga serba 2008-2009 prime 9 classificate della Prva Liga Srbija 2008-2009 | 23 settembre 2009   |
| Ottavi di finale     | 8                  | 16 → 8  | –                                                                                                | 28 ottobre 2009     |
| Quarti di finale     | 4                  | 8 → 4   | –                                                                                                | 25 novembre 2009    |
| Semifinali           | 2                  | 4 → 2   | –                                                                                                | 14 e 15 aprile 2010 |
| Finale               | 1                  | 2 → 1   | –                                                                                                | 5 maggio 2010       |

### Squadre partecipanti
Partecipano 35 squadre: le 12 della SuperLiga 2008-2009, le 18 della Prva liga 2008-2009 e le 5 vincitrici delle coppe regionali 2008-2009.
Le vincitrici delle coppe regionali 2008-2009 sono: Proleter Novi Sad (Vojvodina), Srem Jakovo (Belgrado), Lokomotiva Lapovo (Ovest), Radnički Svilajnac (Est) e Partizan K. Mitrovica (Kosovo e Metochia).
SuperLiga
- Borac Čačak
- BSK Borča
- Čukarički
- Hajduk Kula
- Jagodina
- Javor Ivanjica
- Metalac
- Mladi Radnik
- Napredak Kruševac
- OFK Belgrado
- Partizan
- Rad Belgrado
- Smederevo
- Spartak Zlatibor voda
- Stella Rossa
- Vojvodina

Prva liga
- Bežanija
- Banat Zrenjanin
- ČSK Čelarevo
- Dinamo Vranje
- Inđija
- Kolubara
- Mladost Apatin
- Mladost Lučani
- Novi Pazar
- Novi Sad
- Proleter Novi Sad
- Sevojno
- Srem

Srpska liga
- Hajduk Belgrado
- Radnički Svilajnac
- Srem Jakovo
- Voždovac

Zonska liga
- Partizan K. Mitrovica

Okružna liga
- Lokomotiva Lapovo

## Turno preliminare
Viene disputato dall'ultima classificata della Prva Liga Srbija 2008-2009 e dalle 5 vincitrici delle coppe regionali. Il sorteggio si è tenuto il 27 agosto 2009.
| Squadra 1             | Risultato       | Squadra 2         |
| --------------------- | --------------- | ----------------- |
| 02.09.2009            |                 |                   |
| Srem Jakovo           | 1 – 1 (1-4 dtr) | Proleter Novi Sad |
| Radnički Svilajnac    | 1 – 0           | Hajduk Belgrado   |
| Partizan K. Mitrovica | 3 – 1           | Lokomotiva Lapovo |

## Sedicesimi di finale
| Squadra 1             | Risultato       | Squadra 2         |
| --------------------- | --------------- | ----------------- |
| 22.09.2009            |                 |                   |
| OFK Belgrado          | 1 – 1 (5-4 dtr) | Novi Sad          |
| 23.09.2009            |                 |                   |
| Čukarički Stankom     | 1 – 1 (3-5 dtr) | Metalac           |
| Partizan              | 3 – 0           | Inđija            |
| Vojvodina             | 4 – 0           | Dinamo Vranje     |
| Stella Rossa          | 6 – 1           | Mladost Apatin    |
| BSK Borča             | 1 – 1 (4-5 dtr) | Sevojno           |
| Hajduk Kula           | 1 – 1 (5-3 dtr) | ČSK Čelarevo      |
| Rad Belgrado          | 2 – 3           | Mladost Lučani    |
| Smederevo             | 4 – 0           | Kolubara          |
| Spartak Zlatibor voda | 3 – 0           | Bežanija          |
| Proleter Novi Sad     | 3 – 1           | Javor Ivanjica    |
| Srem                  | 1 – 1 (1-4 dtr) | Borac Čačak       |
| Novi Pazar            | 2 – 1           | Mladi Radnik      |
| Voždovac              | 0 – 1           | Jagodina          |
| Partizan K. Mitrovica | 0 – 0 (5-4 dtr) | Napredak Kruševac |
| Radnički Svilajnac    | 1 – 3           | Banat Zrenjanin   |

## Ottavi di finale
| Squadra 1         | Risultato | Squadra 2             |
| ----------------- | --------- | --------------------- |
| 28.10.2009        |           |                       |
| Smederevo         | 3 – 0     | Hajduk Kula           |
| Metalac           | 0 – 1     | Borac Čačak           |
| Jagodina          | 1 – 0     | Sevojno               |
| Novi Pazar        | 0 – 1     | Stella Rossa          |
| Proleter Novi Sad | 1 – 2     | Partizan              |
| Mladost Lučani    | 1 – 3     | Vojvodina             |
| Banat Zrenjanin   | 0 – 2     | Spartak Zlatibor voda |
| OFK Belgrado      | 3 – 1     | Partizan K. Mitrovica |

## Quarti di finale
| Squadra 1    | Risultato | Squadra 2             |
| ------------ | --------- | --------------------- |
| 25.11.2009   |           |                       |
| Jagodina     | 1 – 2     | Partizan              |
| Stella Rossa | 3 – 2     | Spartak Zlatibor voda |
| Vojvodina    | 1 – 0     | Smederevo             |
| Borac Čačak  | 0 – 2     | OFK Belgrado          |

## Semifinali
| Squadra 1    | Risultato | Squadra 2    |
| ------------ | --------- | ------------ |
| 14.04.2010   |           |              |
| Stella Rossa | 1 – 0     | OFK Belgrado |
| 15.04.2010   |           |              |
| Partizan     | 1 – 3     | Vojvodina    |

## Finale
| Squadra 1    | Risultato | Squadra 2 |
| ------------ | --------- | --------- |
| 05.05.2010   |           |           |
| Stella Rossa | 3 – 0     | Vojvodina |

| Arbitro: | Dragomir Stanković (Belgrado) |

| |            | |
| Jevtić 14’ Cadú 62’ Trifunović 72’                                                                                                | Marcatori  | |
| Stamenković Ninkov Đorđević Vilotić Reljić (Perović 69') Lazetić Savio Bogdanović (Trifunović 66') Cadú Lekić (Blažić 80') Jevtić | Formazioni | Brkić Vulićević Karan Pleč Tumbasević Ađuru Medojević (75' Mudrinski) Novaković (67' Stjepanović) Đurovski (58' Mitošević) Tadić Mrđa |
| Ratko Dostanić | Allenatori | Milan Đuričić |